# جوزف فتح
جوزف فتح (انگلیسی: Josef Fath; ۲۷ دسامبر ۱۹۱۱ – ۱۳ اوت ۱۹۸۵) بازیکن فوتبال اهل آلمان بود.
وی همچنین در تیم ملی فوتبال آلمان بازی کرده‌است.